# Gothic (videójáték)
A Gothic egy számítógépes szerepjáték, melyet a Piranha Bytes videójáték-fejlesztő cég készített 2001-ben. A játék először német, majd angol nyelven jelent meg.

## Háttértörténet
A myrtanai királyság uralkodója II. Rhobar király, aki hosszú uralkodása alatt minden ellenségét legyőzte, kivéve az orkokat. A királynak az ellenük vívott háborúhoz mágikus ércre van szüksége, amelyből a nordmari kovácsok erős fegyvereket készítenek. A király ezért úgy dönt, hogy minden bűnözőt az ércbányákba küld.
Hogy megakadályozza a szökésüket, II. Rhobar a bányákhoz küldi királysága 13 legerősebb mágusát, hogy egy mágikus kupolát hozzanak létre a völgy körül. Azonban valami megzavarja a mágiát, és így a kupola túlnövi magát, magába zárva a mágusokat is. A rabok eközben megölték a megzavarodott őröket, és uralmuk alá vették a bányakolóniát. A királynak ezért kereskedni kellett a rabokkal: mindennel ellátta őket az ércért.
Ezután a rabok 3 táborra oszlottak: az Új tábor, amely lakói a kibányászott mágikus érc energiáját felhasználva akarták elpusztítani a kupolát, a Régi tábor, amely a királlyal való kereskedelmet bonyolította, és a Mocsári (szekta) tábor, amely lakói egy Alvó nevű istenségben hittek, aki reményeik szerint kiszabadítja őket a kupolából. A kupolát létrehozó mágusok megalakították a Tűz körét, akik a Régi táborban tevékenykednek, és a Víz körét, akik az Új táborban dolgoznak.

## Történet
A játékos egy névtelen hőst irányít, akit épp most dobtak be a kolóniába. Mielőtt bedobták, kap egy levelet, amit a Régi táborban lévő tűzmágusoknak kell odaadnia. Miután a hős beszélt egy tűzmágussal, kiderül, hogy a levelet Xardasnak címezték, aki elhagyta a tábort, hogy fekete mágiát tanuljon.
Miután csatlakozott egy táborhoz, a hős a Szekta táborhoz ér, ahol a hívők épp az Alvó megidézésére készülnek. Úgy gondolják, hogy ő majd segít nekik kijutni a kupolából. A szertartás alatt a hívők egy homályos látomást látnak és Y'Berion, a Szekta tábor vezetője elájul. A hős egy csoport templomossal és egy guruval az ork temetőbe megy, de az orkokkal való csatát csak a hős és Baal Lukor éli túl. Ezután a guru megőrül, és megpróbálja megölni a hőst.
Miután végzett a guruval, a hős visszatér a táborba, és megállapítja, hogy Y'Berion meghalt. Mielőtt meghalt, minden hitét a Vízmágusok menekülési tervébe fekteti, akik a mágikus érc felrobbantásával akarnak kijutni a kolóniából.
A hős az Új táborba jut, ahol beszél a Vízmágusokkal. Megszerzi nekik a szükséges tárgyakat, de mivel a vízmágusok nincsenek elegen, segítséget kell kérnie a tűzmágusoktól. A hős a Régi táborba érve azonban azt tapasztalja, hogy a tábor kapuit bezárták, és a tűzmágusokat megölték. Közülük csak Milten tudott megmenekülni.
Mivel nem volt más választásuk, a Vízmágsok a hőst Xardashoz, aki elhagyta a tűzmágusokat, küldték hogy segítséget kérjen. Xardas azonban nem segít a Vízmágusoknak, és szerinte a tervük nem sikerülhet. Elmondja a hősnek, hogy tanulmányai során rájött, hogy a kupola egy arkdémon, az Alvó miatt nőtte túl magát, amit még az orkok idéztek meg az ellenségeik legyőzése érdekében. A hősnek végül sikerül legyőznie az Alvót, és így a kupola leomlott, szabaddá téve a rabokat.

## Játékmenet
A játékban a hősnek küldetéseket kell teljesítenie, és szörnyeket kell ölnie, hogy tapasztalatot szerezzen, amivel szintet léphet. A szintlépéskor 10 képességpontot kap, amelyet tetszés szerint elkölthet képességek megtanulására, ha talál megfelelő tanítót. Képességek között vannak harcos képességek (egykezes harc, kétkezes harc, íjhasználat, számszeríjhasználat), és mágikus képességek (mana, a mágia körei, amelyekből 6 van). Ezenkívül a hős tanulhat lopakodást, zárnyitást, zsebmetszést, akrobatikát és az állatok trófeáinak kinyerését.
A játék nagy hangsúlyt fektet az interakcióra. Például a hős egy serpenyőnél nyers húsból sült húst készíthet és saját fegyvert is kovácsolhat.
A játékos a történet közben választhat, hogy melyik táborba lép be, ennek ellenére a történet vége felé egyre lineárisabbá válik. A legnagyobb különbség a táborok között, hogy a Mocsári tábor lakói nem válhatnak mágusokká (csak 4 kört tanulhatnak meg a 6-ból).